# Vittorio Lucarelli
Pour les articles homonymes, voir Lucarelli.
Vittorio Lucarelli (né le 31 octobre 1928 à Rome et mort le  16 février 2008 à Tivoli) est un fleurettiste italien.
Au cours de sa carrière sportive, s'il n'obtient aucune médaille individuelle internationale, il remporte deux titres majeurs par équipe, aux championnats du monde de 1955 et aux Jeux olympiques de 1956.

## Biographie
Vittorio Lucarelli remporte son 1er titre dans une compétition internationale, avec l'équipe italienne de fleuret, lors des 1ers Jeux méditerranéens à Alexandrie.
Avec ses coéquipiers Giancarlo Bergamini, Luigi Carpaneda, Manlio Di Rosa, Edoardo Mangiarotti et Antonio Spallino, il obtient son 1er titre mondial aux Championnats du monde 1955 disputés dans la capitale de son pays. 
L'année suite, les mêmes six fleurettistes sont sélectionnés pour les Jeux olympiques de Melbourne et s'imposent en finale face à l'équipe de France composée de Claude Netter, Bernard Baudoux, Jacques Lataste, Roger Closset, Christian d'Oriola et René Coicaud.
Sans avoir obtenu de médaille individuelle au niveau international, Vittorio Lucarelli met un terme à sa carrière sportive lors de la saison d'escrime 1961-1962. 

## Palmarès

### Jeux olympiques d'été
- Jeux olympiques de 1956 à Melbourne
  -  Médaille d'or du fleuret par équipe

### Championnats du monde
- Championnats du monde 1955 à Rome
  -  Médaille d'or du fleuret par équipe
- Championnats du monde 1957 à Paris
  -  Médaille de bronze par équipe

### Jeux méditerranéens
- Jeux méditerranéens de 1951 à Alexandrie
  -  Médaille d'or du fleuret par équipe